# سانتیاگو روزینیول
سانتیاگو روزینیول (کاتالونیایی: Santiago Rusiñol; کاتالان: [səntiˈaɣu ruziˈɲɔl], اسپانیایی: [santiˈaɣo rusiˈɲol]; ۲۵ فوریهٔ ۱۸۶۱ – ۱۳ ژوئن ۱۹۳۱) نقاش، شاعر و نمایشنامه‌نویس اهل اسپانیا بود. او از چهره‌های مطرح مدرنیسم کاتالانی به‌شمار می‌رفت و بر بزرگانی همچون پابلو پیکاسو تأثیر گذاشت.

## نگارخانه

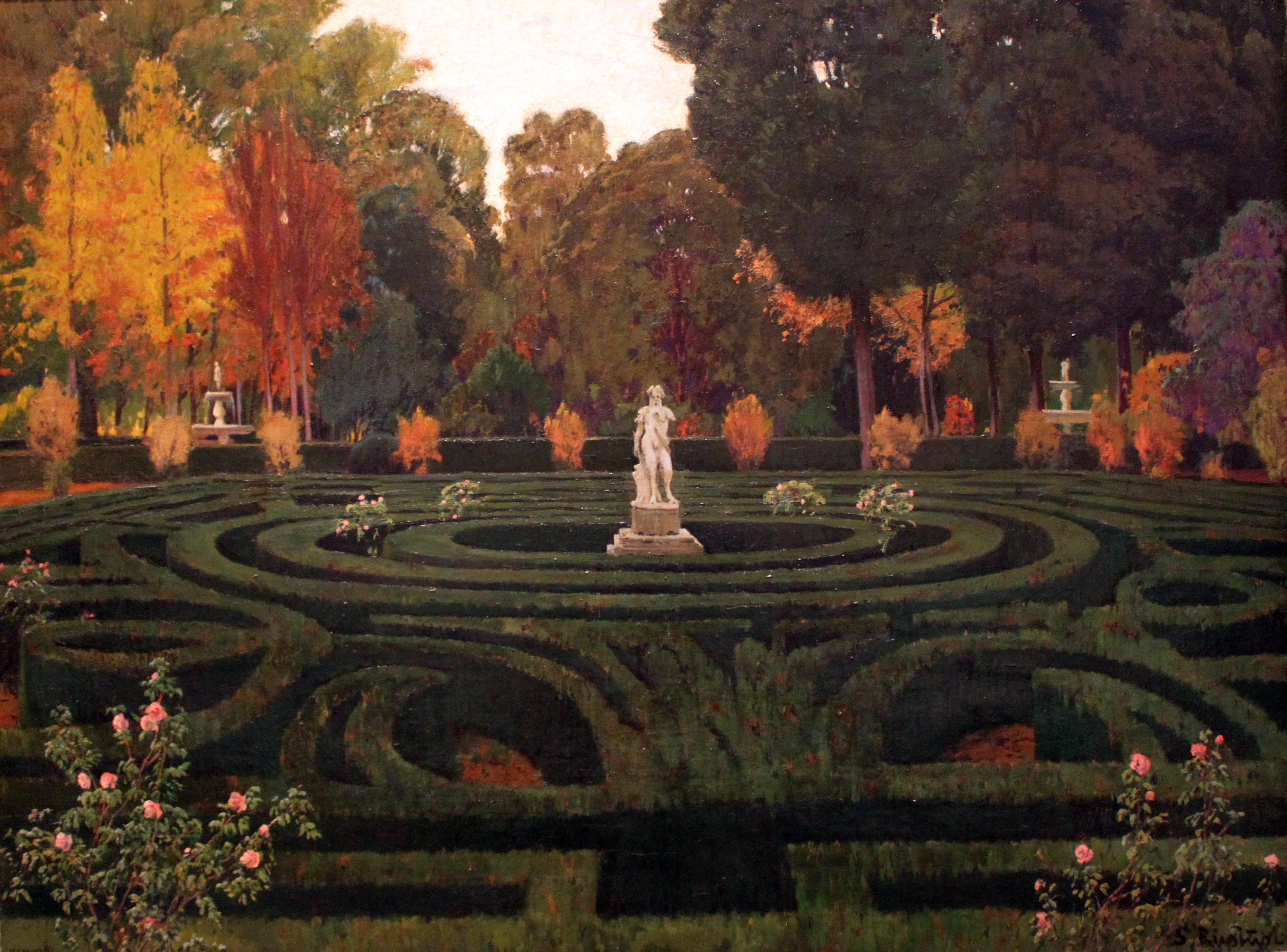
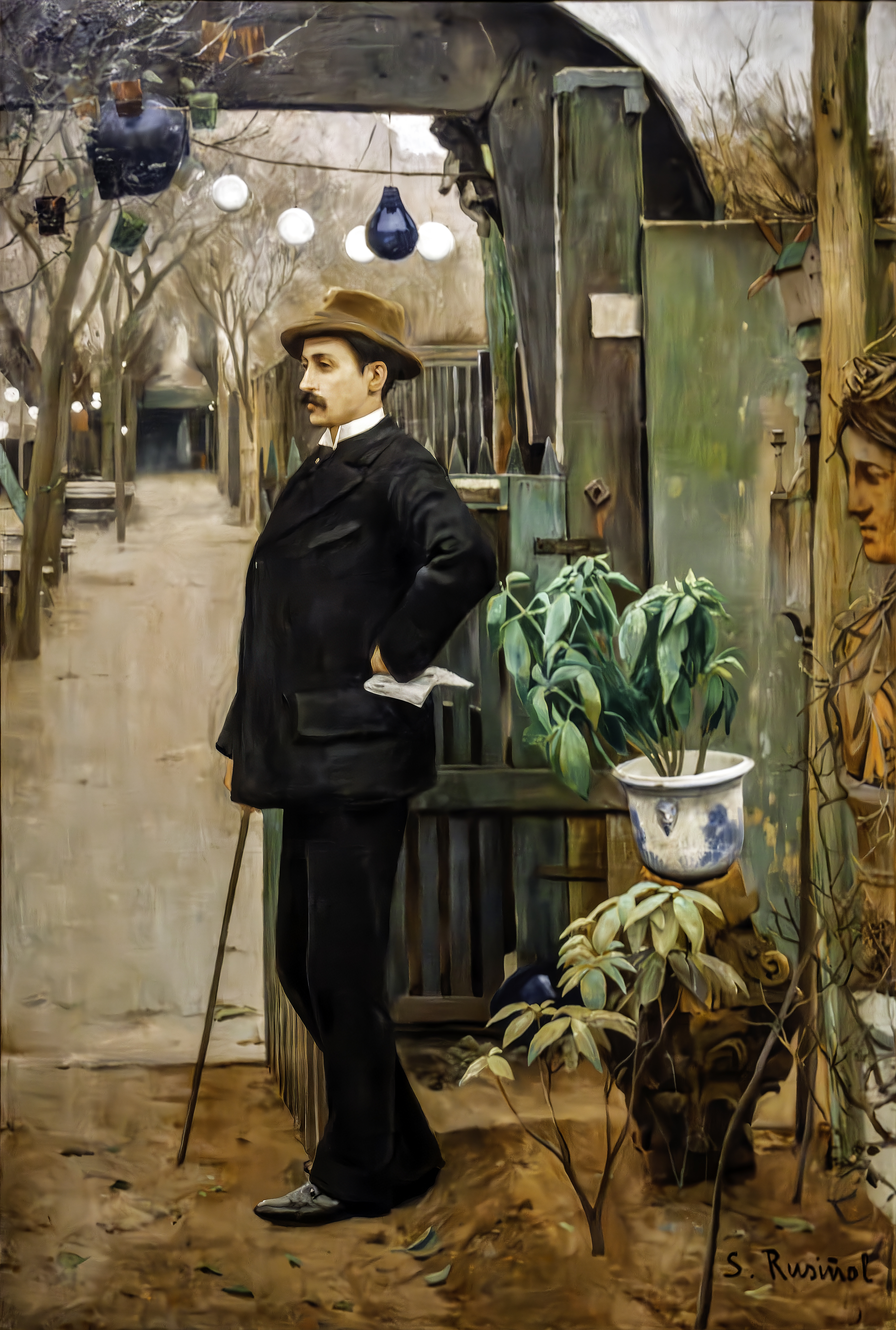
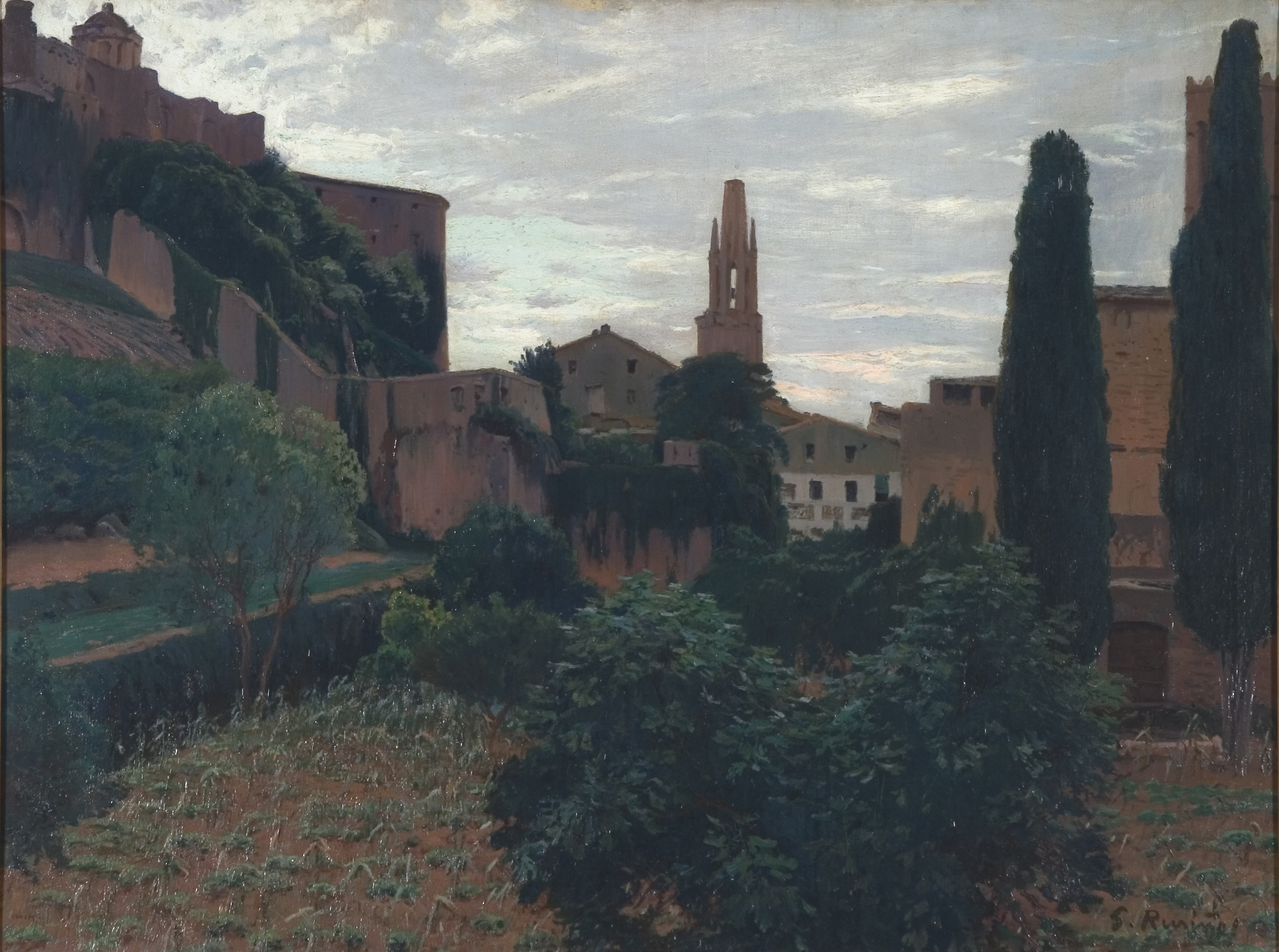
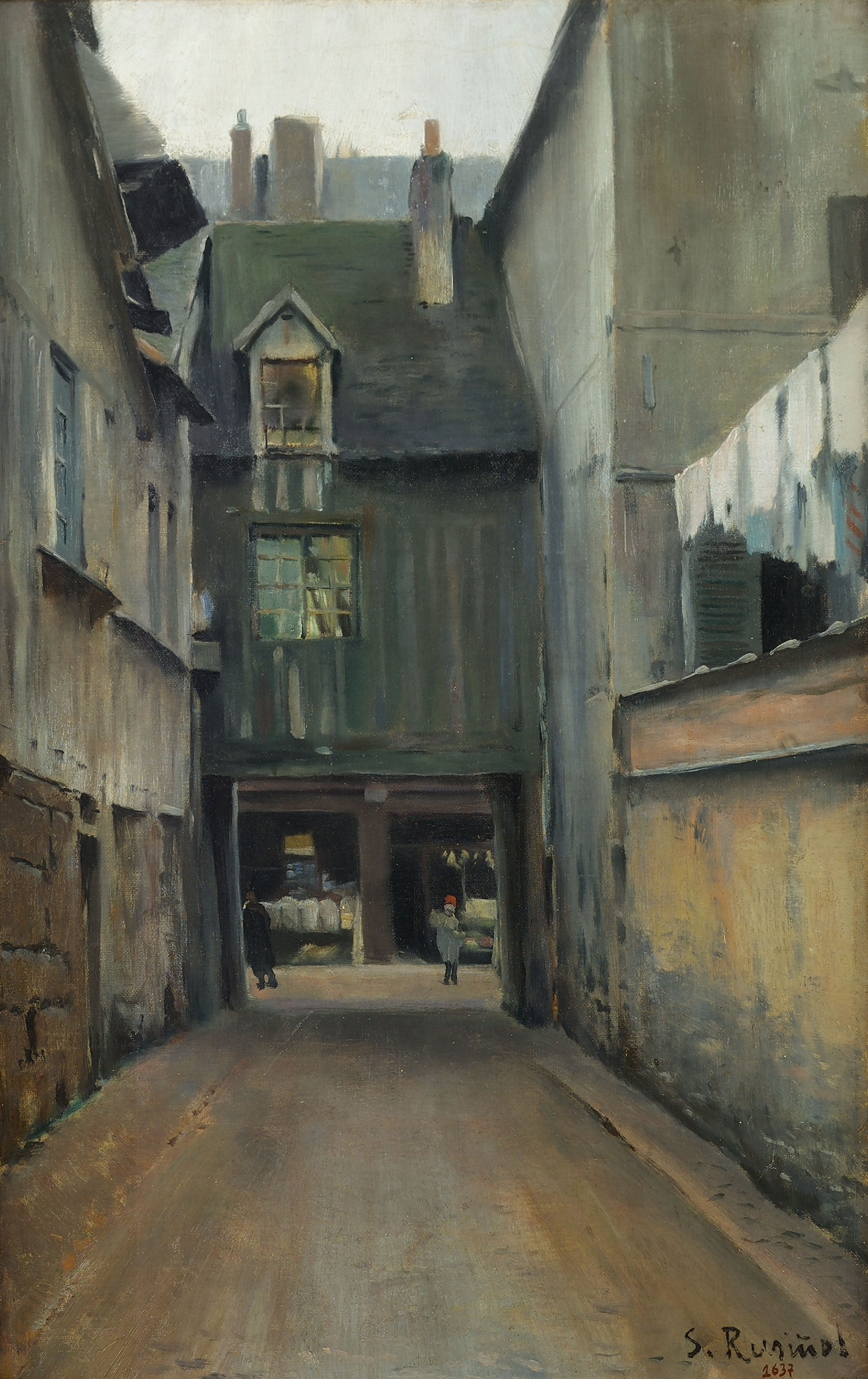
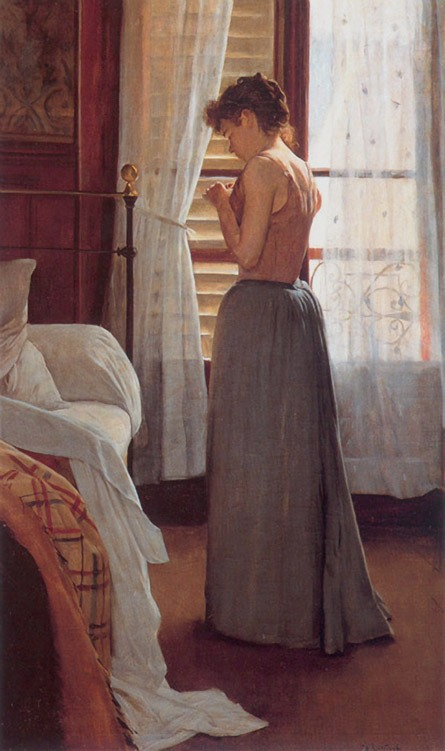
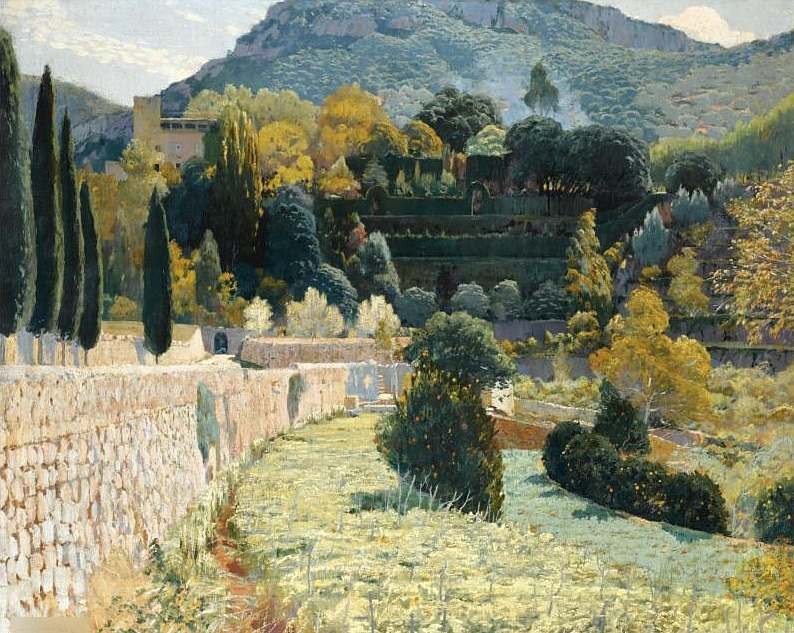
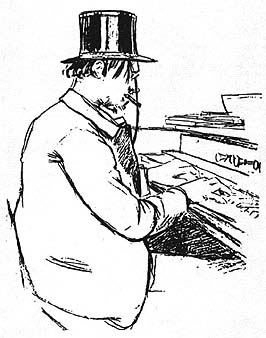
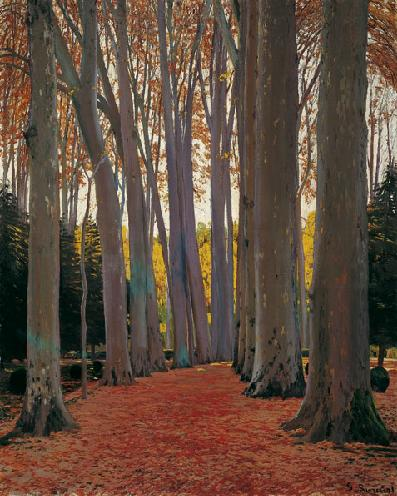
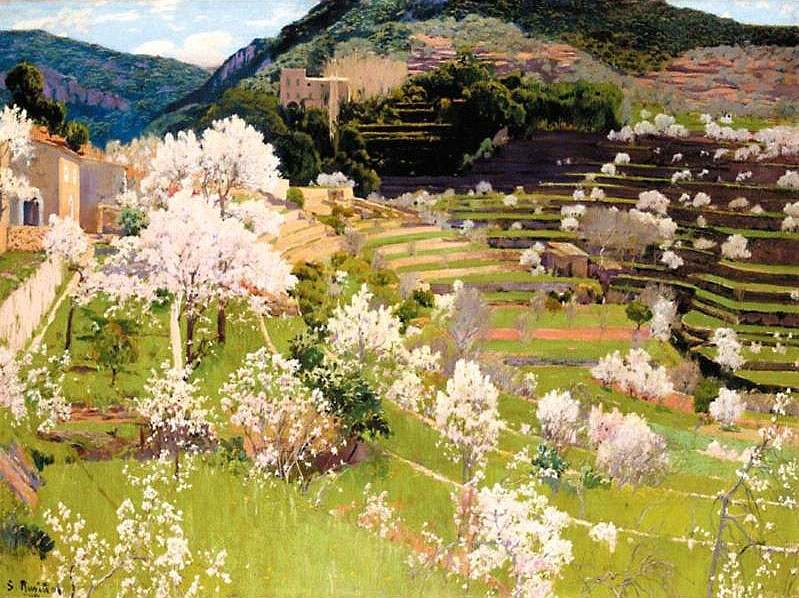
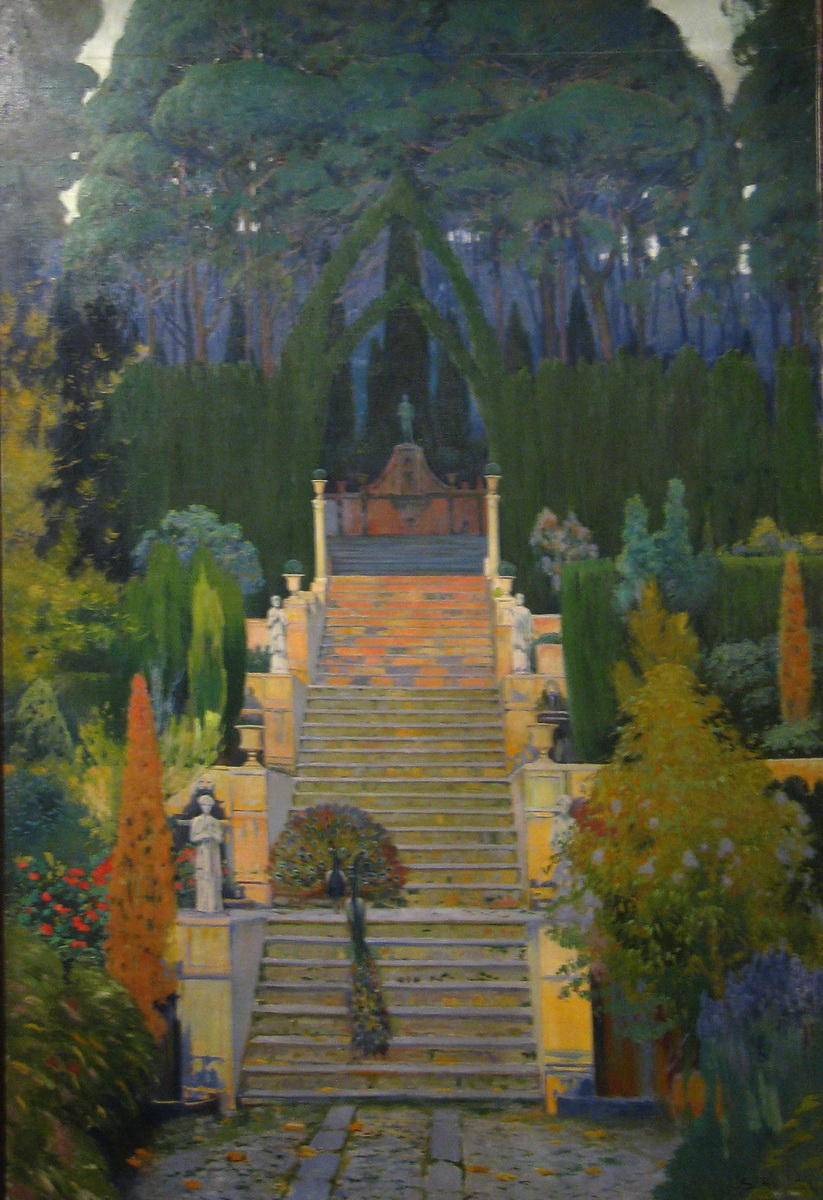
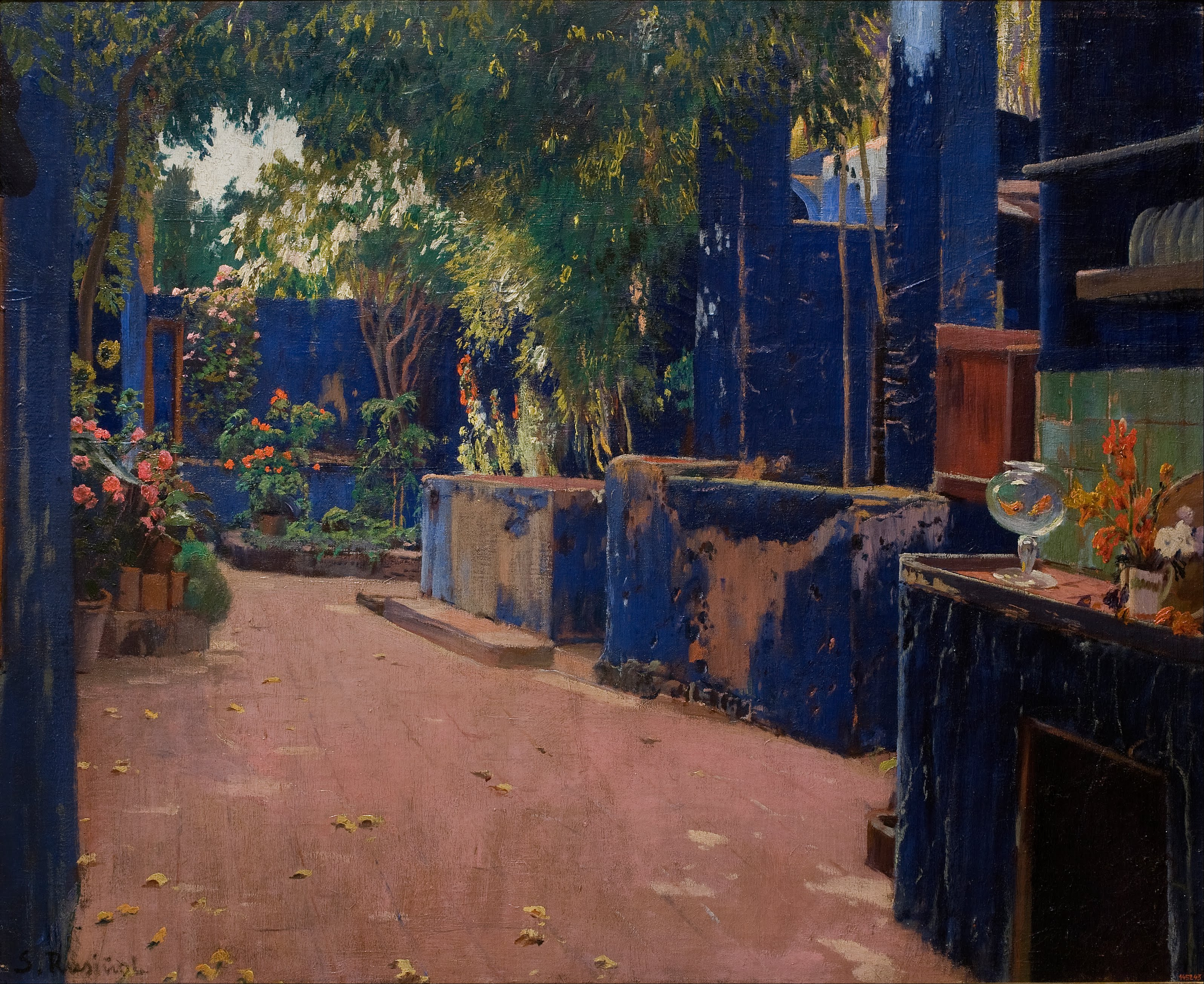
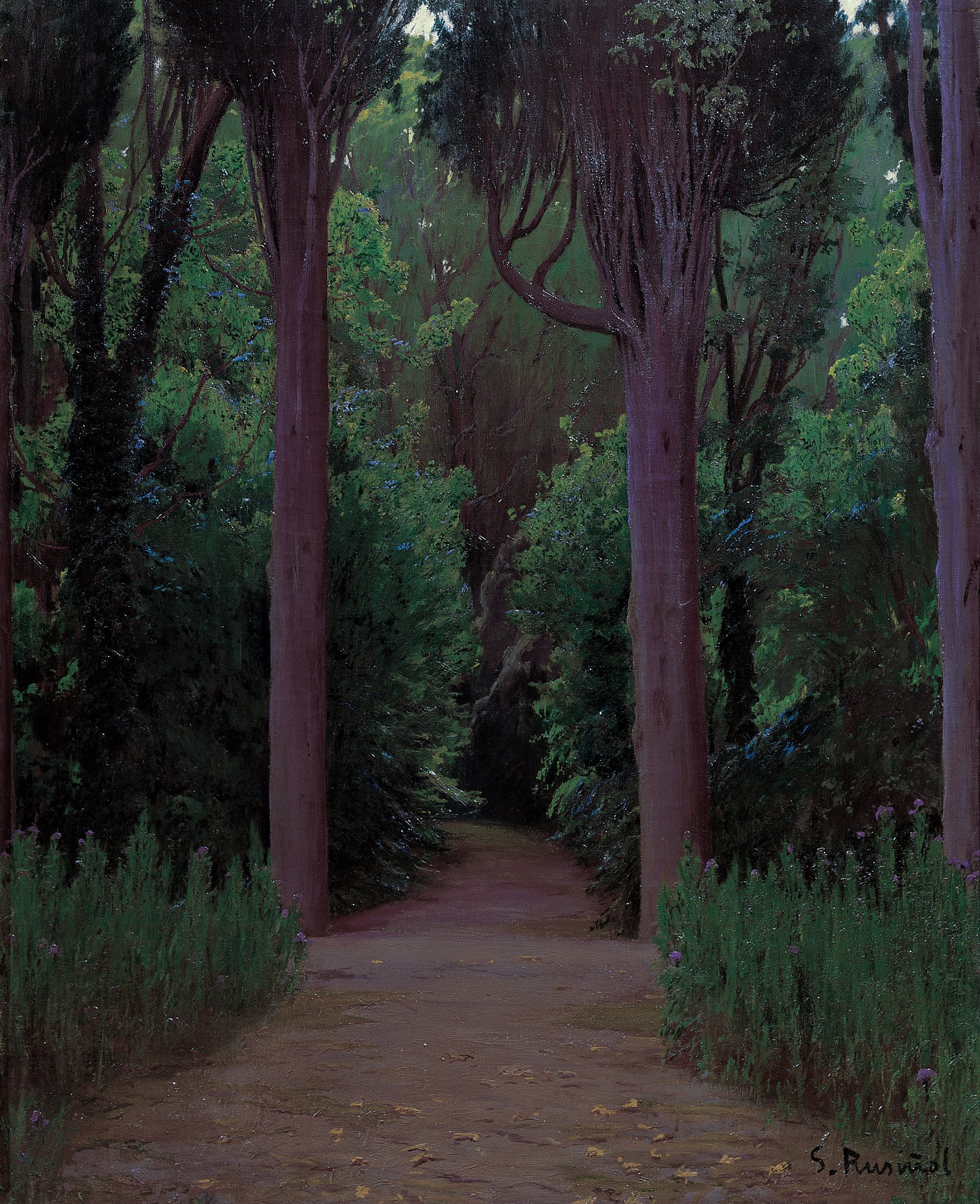